# Collisione aerea di Teheran
La collisione aerea di Teheran è stato un incidente aereo avvenuto l'8 febbraio 1993 nei dintorni della capitale iraniana. I velivoli coinvolti sono stati un Tupolev Tu-154M della compagnia Iran Airtour ed un Sukhoi Su-24 della Forza aerea della Repubblica Islamica dell'Iran. L'incidente provocò la morte di 133 persone.

## I voli

### Volo Iran Airtour 962
Quel giorno il Tu-154 imbarcò 119 passeggeri e 12 membri dell'equipaggio, decollò dalla pista 29R dell'aeroporto Internazionale di Teheran-Mehrabad per un volo charter, diretto all'aeroporto Internazionale di Mashhad. Ai comandi si trovava un pilota russo che aveva accumulato circa 12000 ore di volo, tuttavia le identità dei membri dell'equipaggio non sono state rese note. Dopo il decollo, all'aereo fu dato l'ordine di salire a 6000 piedi.

### Sukhoi Su-24
Cinque Sukhoi Su-24 della Niru-ye Havayi-ye Artesh-e Jomhuri-ye Eslami-e Iran si stavano preparando ad atterrare sulla pista 29L dell'aeroporto Internazionale di Teheran-Mehrabad seguendo le regole del volo strumentale. Questi avrebbero dovuto eseguire delle acrobazie aeree in occasione dell'anniversario della rivoluzione iraniana. Questi aerei da caccia volavano in direzione ovest, gli fu ordinato di stabilizzarsi ad una quota di 5000 piedi dal controllore del traffico aereo Faramarz Sarvi.

## La collisione
Il Tu-154 stava decollando dalla pista 29R mentre, nello stesso momento, i cinque Su-24 stavano atterrando sulla pista 29L, questi ultimi distanziati tra loro di un miglio. Uno di essi, condotto da due militari iraniani, virò a sinistra a 4 miglia dalla torre. A questo punto i due velivoli erano estremamente vicini, tuttavia senza che nessuno dei due avesse un contatto visivo con l'altro, dato che l'aereo militare stava eseguendo un'orbita. Alle ore 14:16 circa (UTC+3:30) si verificò la collisione tra i due aeromobili: il Su-24 recise l'impennaggio del Tupolev, facendogli per altro perdere il motore di coda. L'equipaggio perse il controllo. Entrambi gli aerei precipitarono su un deposito di armi nella città di Qods, vicino Tehransar, a circa 9,4 miglia da Mehrabad. Morirono tutti gli occupanti di entrambi gli aerei.

## Le indagini
Le indagini condotte stabilirono che il pilota del volo di linea si era attenuto alle procedure e aveva seguito tutte le istruzioni. L'autorità aviazione civile dell'Iran determinò che le cause che portarono all'incidente furono una serie di errori compiuti dai piloti del Sukhoi e del controllore di volo. In particolare:
- Il controllore del traffico aereo ha ordinato al volo Iran Airtour 962 di decollare durante l'atterraggio dei velivoli militari.
- Il controllore di volo non ha informato l'equipaggio del volo di linea dell'ingresso del Sukhoi Su-24 nel loro spazio aereo.
- I piloti militari non sono stati messi a conoscenza del decollo del Tupolev nel momento in cui il Sukhoi effettua la virata a sinistra.
- Il controllore riteneva sicura una distanza di 300 metri tra i due velivoli.
- I piloti del caccia militare non hanno mantenuto il livello di volo comunicato dalla torre di controllo.